# Limpias
Limpias – gmina w Hiszpanii, w prowincji Kantabria, w Kantabrii, o powierzchni 10,07 km². W 2011 roku gmina liczyła 1897 mieszkańców.